# Glifoscopi

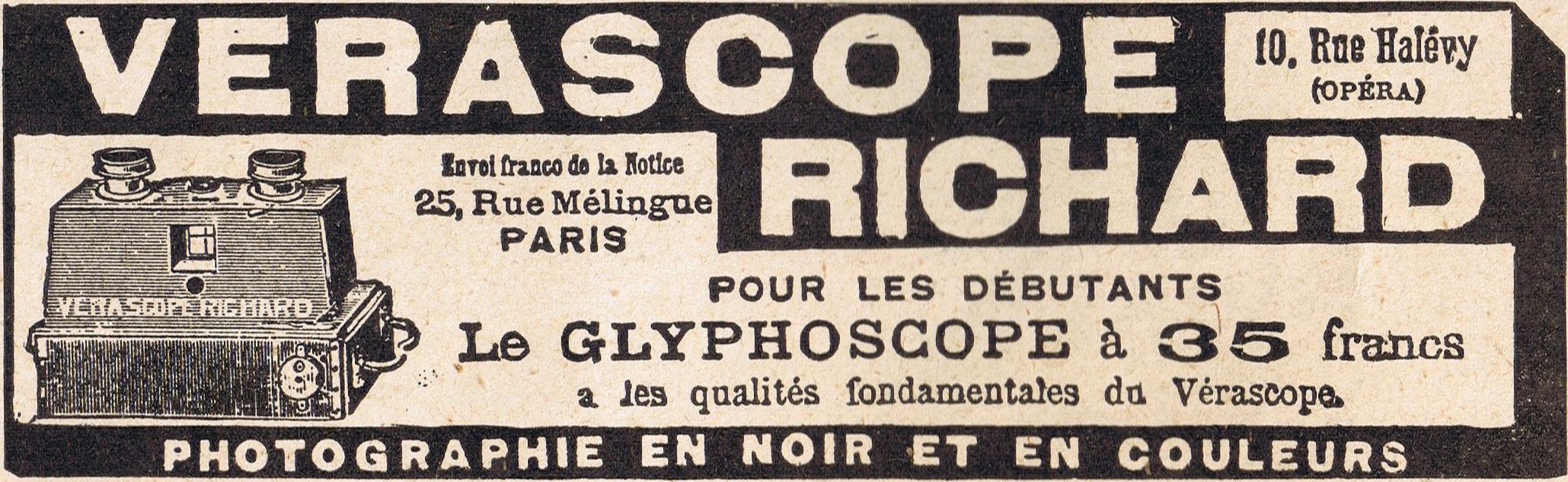
Anunci publicitari del Glifoscopi

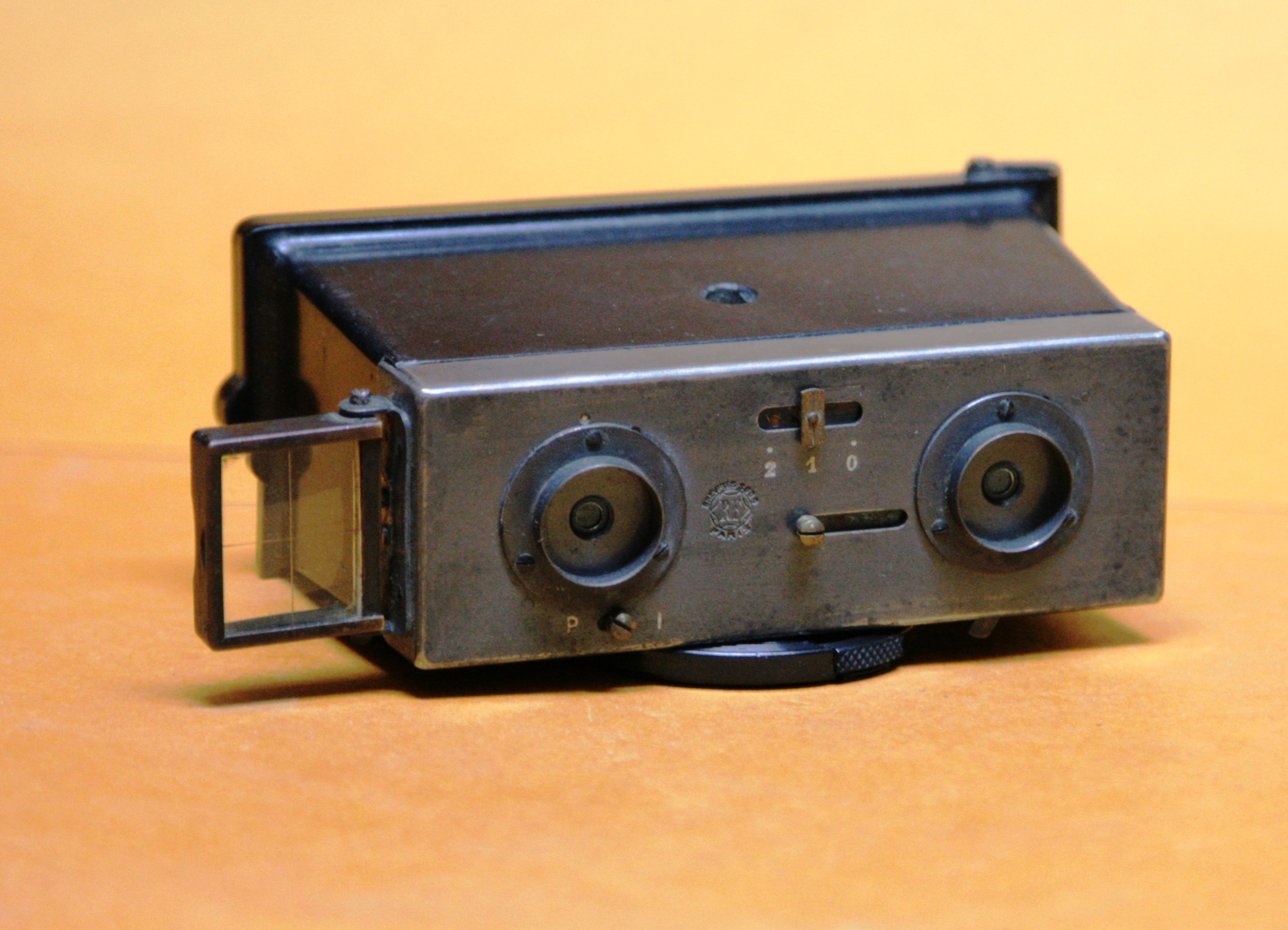
Glifoscopi de tipus 2 (1905)

Un glifoscopi (o glyphoscope) és una càmera fotogràfica estereoscòpica compacta inventada per Jules Richard a França cap a finals del segle xix. Utilitzava plaques de vidre i era simple, perfecte per iniciar-se en la fotografia. La càmera es va comercialitzar fins a la dècada de 1930. En cap moment va haver ninguna evolució en la seva fabricació, només es van fabricar diferents tipus de glifoscopis que la única variació es trobava en la forma i el material. En total tres models es van fer tres models: els models 1 i 2 estaven fets de baquelita i pesaven 430 i 350 grams respectivament. En canvi, el model 3 estava fet de fusta i pesava 320 grams.
Aquest aparell va permetre a partir de 1905, fer fotos estereoscòpiques de 45 x 107 mm i de 6 x 13 cm. Una de les característiques pròpies del glifoscopi era que la part metàl·lica de la càmera, que precedeix a l'obturador, es podia treure fàcilment. Un cop treta, quedava el cos d'Ebonita que es podia utilitzar com una visionadora estereoscópica.